# Cyril Stiles
Cyril Alec „Bob” Stiles  (ur. 10 października 1904 w Pietermaritzburgu, zm. 5 marca 1985) – nowozelandzki wioślarz, srebrny medalista olimpijski.
Urodził się w Pietermaritzburgu, stolicy Natalu, obecnie w Południowej Afryce, jednak reprezentował Nową Zelandię. Wystąpił na igrzyskach olimpijskich w Los Angeles w 1932, gdzie wspólnie z Frederickiem Thompsonem zdobył srebrny medal w dwójce bez sternika. W wyścigu finałowym o 2,4 sekundy przegrali z osadą Wielkiej Brytanii. Był to jego jedyny start olimpijski.
Ponadto wywalczył brązowy medal w ósemkach na igrzyskach Imperium Brytyjskiego w Sydney w 1938.